# Список розвідувальних служб Німеччини
Список розвідслужб Німеччини

## Наразі активні
- Федеральна розвідувальна служба (БНД) (  нім. Bundesnachrichtendienst): зовнішня та військова розвідки
- Служба військової контррозвідки (MAD) ( нім. Amt für den militärischen Abschirmdienst, MAD ): (оборонна) контррозвідка в Бундесвері та Федеральному міністерстві оборони .
- Федеральна служба захисту конституції Німеччини (BfV) ( нім. Bundesamt für Verfassungsschutz ): національна внутрішня розвідка
  - Державні служби з охорони конституції (LfV) ( German:  </link> ): внутрішня розвідка для 16 субнаціональних держав

Крім того, в Німеччині є ще кілька військових і цивільних відомств, які не мають статусу розвідувальних служб, але мають певні обов'язки, подібні до обов'язків розвідувальних служб, або тісно співпрацюють з німецькими розвідувальними службами:
- Командування стратегічної розвідки (KSA) ( нім. Kommando Strategische Aufklärung ): центральне функціональне командування військової розвідки, військової сигнальної розвідки та геопросторової розвідки, частина Служба кібер та інформаційних доменів . Підпорядковані підрозділи включають Центр кібероперацій та Центр оперативного зв’язку (останній відповідає за військові психологічні операції та інформаційні операції ).
- Центральне управління інформаційних технологій у секторі безпеки (ZITiS) ( нім. Kommando Strategische Aufklärung or KdoStratAufkl; KSA ): криптоаналіз і цифрове спостереження. В основному працює як допоміжне та дослідницьке агентство для правоохоронних органів і BfV.
- Федеральне відомство з інформаційної безпеки (BSI): інформаційна безпека та кібербезпека .
- Федеральне управління кримінальної поліції (BKA) ( нім. Bundeskriminalamt  ): кримінальна розвідка та розвідка національної безпеки. Насправді не є розвідувальним агентством, але схоже на нього в кількох аспектах (департамент державної охорони (нім. Staatsschutz) розслідує політичний екстремізм, тероризм і шпигунство, пов’язані з поліцією; нещодавно було створено нові відділи з кіберзлочинності та ісламістського тероризму).
- Офіси державної кримінальної поліції: служби державної поліції мають власні підрозділи поліції, відповідальні за державну охорону. Подальші обов’язки щодо державного захисту можуть бути розподілені між регіональними поліцейськими структурами штатів.
- Федеральна поліція (BPOL) ( нім. Landespolizei ): Федеральна (в основному) поліцейська служба у формі, відповідальна за безпеку кордону, авіації та залізниці ; одним із його юридичних обов’язків є підтримка BfV у сфері радіотехнологій, включаючи сигнальну розвідку для ідентифікації зв’язку іноземних розвідувальних служб у Німеччині.
- Бюро митних розслідувань (ZKA): розслідування та аналіз певних фінансових злочинів, випадків розповсюдження зброї та торгівлі наркотиками. Центральний організаційний підрозділ регіональних органів Федеральної митної служби.
- Підрозділ фінансової розвідки (ПФР). Головне агентство по боротьбі з відмиванням грошей та фінансуванням тероризму. Раніше була організацією BKA і створена в 2017 році як підрозділ ZKA, поки не стане підрозділом Головного митного управління в 2021 році.

## Колишні агентства
Пруссія / Німецька імперія
- Прусська таємна поліція (нім. Preußische Geheimpolizei ): попередник гестапо між 1851 і 1933 роками.
- Військово-морська розвідувальна служба (N, MND) (нім. Marinenachrichtendienst, також Nachrichten-Abteilung ): розвідувальний відділ Імперського німецького флоту .
- Відділ IIIb (нім. Abteilung III b ): Військова розвідка німецького генерального штабу імперської Німеччини .

Нацистська Німеччина
- Іноземні армії Сходу (нім. Abteilung Fremde Heere Ost ). Служба аналізу армійської розвідки нацистської Німеччини .
- Оборона (нім. Abwehr ): Служба збору армійської розвідки нацистської Німеччини.
- Служба спостереження ( B-Dienst, χB-Dienst, MND III) (нім. Beobachtungsdienst ): морська розвідувальна служба нацистської Німеччини.
- Таємна державна поліція ( гестапо ) (нім. Geheime Staatspolizei ): таємна поліція нацистської Німеччини та окупованої Німеччини Європи .
- Таємна польова поліція (GFP) (нім. Geheime Feldpolizei ): таємна військова поліція Вермахту .
- Служба безпеки (SD) (нім. Sicherheitsdienst ): розвідувальна служба СС і нацистської партії . Дивіться також: Головне управління безпеки Рейху

Західна Німеччина
- Організація Гелена («The Org», «Zipper»): попередник Bundesnachrichtendienst (Федеральної розвідувальної служби).
- Управління/Центр розвідки Федеральних збройних сил (ANBw/ZNBw) (нім. Amt/Zentrum für Nachrichtenwesen der Bundeswehr (de)): Організац [ de ]ія аналізу військової розвідки Бундесверу . Більшість завдань ZNBw взяло на себе Bundesnachrichtendiens після угоди між Федеральним міністерством оборони та Федеральним канцлерством.

Східна Німеччина
- Міністерство державної безпеки (MfS, «Штазі») (нім. Ministerium für Staatssicherheit): Служба державної безпеки Німецької Демократичної Республіки .
- Головне управління розвідки (HVA) (нім. Hauptverwaltung Aufklärung): Служба зовнішньої розвідки Німецької Демократичної Республіки .
- Військова розвідка Національної народної армії (MIL-ND) (нім. Militärische Aufklärung der Nationalen Volksarmee): Служба військової розвідки Німецької Демократичної Республіки .

## Дивіться також
- Бернський клуб